# Heteronyx pallidulus
Heteronyx pallidulus är en skalbaggsart som beskrevs av Macleay 1871. Heteronyx pallidulus ingår i släktet Heteronyx och familjen Melolonthidae. Inga underarter finns listade i Catalogue of Life.